# Église Saint-Louis de Marcq-en-Barœul
Pour les articles homonymes, voir Saint-Louis et Église Saint-Louis.
L'église Saint-Louis est une église située dans la commune de Marcq-en-Barœul dans le département français du Nord. Elle est située au 80 rue Pasteur.